# Гипофосфатемический рахит
Гипофосфатемический рахит (лат. Hypophosphatemic rickets, HR), Х-ГФР, фосфат-диабет, витамин-Д-резистентный рахит — это генетически гетерогенная группа заболеваний, характеризующаяся развитием рахита из-за повышенного выведения фосфора из организма по причине нарушения реабсорбции фосфатов в почках, то есть обратного всасывания фосфора из первичной мочи в кровь. Средний возраст манифестации от 6 месяцев до 1,5 лет. В связи с тем, что фосфор необходим для нормального роста и развития костей, дети с этим заболеванием часто имеют рост ниже среднего и деформации нижних конечностей.

## История
Впервые гипофосфатемический рахит был выделен в отдельную группу рахитоподобных заболеваний в 1935 году Донованом Джеймсом Маккьюном. Основные характерные черты гипофосфатемического рахита и его метаболические аспекты были описаны в 1937 году Ф. Олбрайтом (F. Albright), А. М. Батлером (A. M. Butler) и Э. Блумбергом (E. Bloomberg). Были отмечены генные локусы, влияющие на развитие заболевания, их хромосомные локализации и виды наследственной передачи.

## Эпидемиология
ГФР относится к редким (орфанным) наследственным заболеваниям. Наиболее распространена Х-сцепленная доминантная форма гипофосфатемического рахита (ген PHEX) и встречается с частотой 1:20 000 новорожденных. Частота остальных форм неизвестна.

## Классификация ГФР по типу наследования
1. Х-сцепленный доминантный гипофосфатемический рахит (ген PHEX) (лат. X-Linked Hypophosphatemic rickets (XLHR), OMIM: 307800);
2. Х-сцепленный рецессивный гипофосфатемический рахит или Х-сцепленный гиперкальциурический нефролитиаз или синдром Дента 1 (ген CLCN5) (лат. X-linked recessive hypophosphatemic rickets (XLR) or X-linked hypercalciuric nephrolithiasis or Dent disease 1, OMIM: 300554);
3. Аутосомно-доминантный гипофосфатемический рахит (ген FGF23) (лат. Autosomal dominant hypophosphatemic rickets (ADHR), OMIM: 193100);
4. Аутосомно-рецессивный гипофосфатемический рахит 1 и 2 типа (ген DMP1, ENPP1, FAM20C) (лат. Autosomal recessive hypophosphatemic rickets-1 (ARHR1), OMIM: 241520; Autosomal recessive hypophosphatemic rickets-2 (ARHR2), OMIM: 613312);
5. Гипофосфатемический рахит с гиперкальциурией (ген SLC34A3) (лат. Hypophosphatemic rickets with hypercalciuria (HHRH), OMIM: 241530);
6. Гипофосфатемический рахит и гиперпаратиреоз (ген KL) (лат. Hypophosphatemic rickets and hyperparathyroidism, OMIM: 146350);
7. Гипофосфатемический рахит с нефролитиазом/остеопорозом (гены SLC34A1, SLC9A3R1) (лат. Hypophosphatemic nephrolithiasis/osteoporosis-1,2 (NPHLOP1), OMIM: 612286 и OMIM: 612287);
8. Синдром Рейна (ген FAM20C) (лат. Raine syndrome, OMIM: 259775)[5].

## Классификация X-ГФР по способу наследования
- если болен отец Х-сцепленном доминантным ГФР, то в 100 % случаев он передаст заболевание дочерям, все сыновья будут здоровы;
- если больна мать, то риск передать заболевание ребёнку любого пола составляет 50 %.

## Патогенез
В большинстве случаев в основе патогенеза Х-сцепленного гипофосфатемического рахита лежит нарушение контроля образования гормона фактора роста фибробластов 23 (FGF23), повышение его концентрации в крови. FGF23 производится в клетках костной ткани и регулирует метаболизм фосфора и витамина Д в организме. Высокий уровень FGF23 приводит к нарушению реабсорбции фосфора в почках и развитию гиперфосфатурии (увеличение выведения фосфатов с мочой). Чрезмерное выведение фосфора из организма с мочой приводит к аномально низкому уровню фосфора в крови (гипофосфатемии). Недостаток фосфора в организме является причиной нарушения минерализации зубов и костей скелета, снижению их прочности и искривлению, а также снижению обеспечения мышц АТФ, что в совокупности способствует развитию рахита.
Гормон FGF23 блокирует работу фермента 1 альфа-гидроксилазы и нарушает в почках процесс перехода витамина Д из неактивной формы в биологически активную, в связи с чем назначение препаратов нативного витамина Д (холекальциферол, рыбий жир, аквадетрим, вигантол и тп.) является малоэффективным. Также гормон FGF23 увеличивает активность фермента 24-гидроксилазы в организме, а он разрушает витамин Д. Снижение образования активной формы витамина Д (кальцитриола) вызывает компенсаторное повышение паратгормона (вторичный гиперпаратиреоз), что в свою очередь ещё больше увеличивает выведение фосфора c мочой из организма.

## Клиническая картина
Клиническая картина пациентов с X-ГФР имеет существенную гетерогенность и может проявляться выраженными деформациями скелета, особенно нижних конечностей, задержкой роста, тяжелой мышечной гипотонией, абсцессами зубов, что в целом снижает качество жизни. Запоздалая диагностика и отсутствие лечения в ряде случаев приводят к инвалидизации пациента. Поэтому своевременная диагностика и адекватная терапия имеет крайне важное значение для предотвращения развития тяжелых осложнений.

### Основные симптомы у детей с X-ГФР
- Рахитические деформации грудной клетки;
- Необычная форма черепа (гипертрофия лобных бугров на первом году жизни);
- Задержка роста или низкорослость;
- Прогрессирующая деформация нижних конечностей с момента начала ходьбы (варусная деформация, вальгусная деформация, по типу «дующего ветра»);
- Нарушение походки («утиная» походка);
- Диспропорциональное телосложение за счет укорочения нижнего сегмента;
- Мышечная гипотония;
- Боль в костях и мышцах;
- Снижение двигательной активности, быстрая утомляемость при ходьбе (ребенок чаще сидит или просится на ручки);
- Позднее прорезывание зубов или ранее выпадение по причине кариеса и прикорневых абсцессов;
- Краниосиностоз.

Иногда симптомы очень слабо выражены и диагноз впервые устанавливается во взрослом возрасте.

### Основные симптомы у взрослых с X-ГФР
- Низкий рост;
- Нарушение ходьбы (переваливающаяся или прихрамывающая походка);
- Выраженная боль в области тазобедренных, коленных и голеностопных суставов и их тугоподвижность (артроз, энтезопатии);
- Общая мышечная слабость;
- Слабая растяжимость связок и сухожилий по причине кальцификации связок;
- Переломы мелких костей ног, рук на фоне остеопороза (часто выявляются случайно при выполнении рентгена);
- Проблемы с зубами (частные абсцессы, кариес, пародонтоз);
- Снижение слуха по причине кальцификации связок в среднем ухе;
- Повышение артериального давления.
- Головокружения, потеря сознания из-за стеноза позвоночного канала и компрессии сосудов и нервов при кальцификации связок позвоночника.

### Фенотипические особенности
При аутосомно-рецессивной форме ГФР в составе синдрома Рейна (мутация гена FAM20C) отмечаются: долихоцефалия, утолщение затылочной кожной складки, узкая глазная щель, стеноз хоан, низко посаженные уши, утолщение дистальных фаланг всех пальцев кистей, двусторонняя клинодактилия пятых пальцев, вдавленная переносица, микрогнатия, маленький рот, гиперплазия десен, аркообразное небо, узкая грудная клетка.
При аутосомно-рецессивной форме ГФР в составе синдрома остеоглофонической дисплазии (мутации в генах FGFR1 или SLC9A3R1) наблюдаются: краниостеноз, вдавленная спинка носа, гипоплазия верхней челюсти, гипертрофия надбровных дуг, брахидактилия и карликовость.
Клинические признаки и симптомы фосфат-диабета могут различаться и иметь разную степень выраженности.

## Диагностика
При подозрении наличия заболевания пациент должен быть обследован следующими врачами: педиатром, эндокринологом, нефрологом, ортопедом, стоматологом, генетиком и реабилитологом.
Для постановки диагноза и решения вопроса о тактике лечения необходимы:
- Осмотр ребёнка с измерением роста и веса, оценкой деформаций скелета и уровня мышечной силы;
- Изучение семейного анамнеза;
- Анализ крови на фосфор, кальций, щелочную фосфатазу, креатинин, паратгормон с учётом возрастных норм данных параметров;
- Анализ мочи (разовая утренняя порция) на фосфор, кальций, кальций, креатинин. Для определения гиперфосфатурии необходимо применять специальные формулы расчета тубулярной реабсорбции фосфатов. Рутинное измерение фосфора в моче является малоинформативным для выявления гиперфосфатурии.
- Рентгенография кистей и костей ног для оценки состояния костной ткани (в зонах метафизов трубчатых костей видны характерные для рахита изменения такие, как неровность края метафиза, вогнутость метафиза с истиранием краев кости, формирование бокаловидных вдавлений, повышение прозрачности зоны метафиза);
- Генетический анализ гена PHEX на наличие мутаций, в случае отрицательного значения, искать дефекты в других генах, которые приводят к другим формам ГФР.

### Нормальные показатели фосфора в крови
Одним из основных критериев, указывающих на заболевание, является низкий для возрастной нормы показатель фосфора в крови.
Значения нормы фосфора в крови, ммоль/л (ссылка):
- от 0 до 1 года — 1,55-2,65;
- от 1 до 3 лет — 1,25-2,1;
- от 3 до 12 лет — 1,2-1,8;
- от 12 до 15 лет — 0,9-1,75;
- старше 15 лет — 0,9-1,45.

## Лечение
Достижение нормального уровня фосфора в крови не является критерием эффективности терапии не является целью лечения. Основной целью консервативного лечения является улучшение структуры костной ткани (по данным рентгенографии) и обеспечение мышц энергией за счет фосфора, что позволяет организму полноценно развиваться.

### Медикаментозное лечение Х-ГФР в детском возрасте
Основное формирование организма происходит до пубертатного возраста, до 15-17 лет, поэтому очень важен каждый элемент и минерал для полноценного развития.
Для восполнения утраченного из-за заболевания фосфора пациентам с Х-ГФР в этом возрасте показана медикаментозная терапия на постоянной основе. Лечение состоит в приеме препаратов фосфора («Reducto-spezial», «Эосфорос», «PHOSPHATE SANDOZ») в сочетании с активными формами витамина Д (альфакальцидол или кальцитриол). Препараты фосфора необходимо принимать равномерно в течение дня, распределив на 4-6 приемов, что связано с быстрым выведением препарата из организма через каждые 4-5 часов. После нормализации уровня щелочной фосфатазы частота приема может снижаться до 3-4 раз в сутки.
Для контроля безопасности и корректировки лечения необходимы :
- Контроль в крови паратгормона, кальция, щелочной фосфатазы, креатинина раз в 3-6 месяцев;
- Контроль в суточной порции мочи кальция или кальций/креатинин в разовой утренней порции раз в 3-6 месяцев;
- УЗИ почек на предмет наличия нефрокальциноза (синдром «белых пирамид» или гиперэхогенные включения) раз в 6 месяцев.

В некоторых случаях возможно назначение терапии рекомбинантным гормоном роста при выраженной задержке роста.

#### Первоклассный препаратдля лечения Х-ГФР
С 2018 г. в США и странах Европы стало доступным лечение новым препаратом Burosumab под торговой маркой Crysvita. Препарат представляет собой антитела, блокирующие фактор роста FGF23, что приводит к нормализации реабсорбции фосфора в почках, а значит организм не теряет фосфор в избыточном количестве и уровень фосфора в крови нормализуется, следовательно, улучшается минерализация костной ткани и обеспечение мышц энергией. Применение данного препарата понижает риски в отношении развития нефрокальциноза и показало хорошие результаты в лечении Х-ГФР по данным зарубежных исследований. В России в данный момент Burosumab не зарегистрирован, однако при поддержки фонда Круг добра с 2021 года появилась возможность обеспечения этим препаратом российских детей с ГФР .
Препарат вводится подкожно каждые 2 недели в область плеча, живот, ягодицу или бедро, не более 1,5 мл объёма в 1 участок. Если требуется введение > 1,5 мл, необходимо разделить общий объём на два участка. После начала лечения препаратом Burosumab уровень фосфора в крови натощак следует измерять каждые 2 недели в течение первого месяца лечения, далее 4 недели в течение первого года терапии. Если сывороточный фосфат натощак находится в пределах референсного диапазона для данного возраста, следует поддерживать ту же дозу. Чтобы снизить риск эктопической минерализации (нефрокальциноза), рекомендуется, чтобы уровень фосфата в сыворотке крови натощак был ориентирован на нижний предел нормального референсного диапазона для данного возраста.
Через 3, 6 и 12 месяцев после старта терапии должно проводится обследование в Федеральном центре, рекомендовавшем терапию препаратом, далее не реже 1 раз в 6 месяцев или по показаниям.

### Особенности лечения пациентов с X-ГФР во взрослом возрасте
Особенность ведения взрослых пациентов с Х-ГФР заключается в назначении исключительно препаратов активных форм витамина Д (альфакальцидол или кальцитриол), без назначения препаратов фосфора. Это связано с меньшей потребностью взрослого организма в фосфоре, а также с высоким риском развития нефрокальциноза (мочекаменной болезни).
Прием препаратов фосфора у взрослых пациентов с Х-ГФР может быть назначен только при строгих показаниях:
- выраженная мышечная слабость, когда человек испытывает трудности при ходьбе и самообслуживании;
- предстоящие операции на костях или переломы с целью улучшения восстановления костной ткани;
- женщинам с Х-ГФР во время беременности при необходимости.

### Стоматологическая помощь
Вследствие недостаточной минерализации зубов и возможных частых кариесов и абсцессов, всем пациентам с X-ГФР необходим особый уход и контроль за ротовой полостью, показаны:
- усиленная гигиена полости рта (чистка зубов 2-3 раза/день мягкими зубными щетками и полоскание после каждого приема пищи);
- осмотр стоматологом каждые 3 месяца (своевременное лечение кариесов, пульпитов и периодонтитов, удаление зубов допускается в крайних случаях);
- рентген-контроль (ортопантомограмма или панорамный снимок зубов) 4 раза в год даже при отсутствии жалоб;
- конусно-лучевая компьютерная томография (КЛКТ) челюсти или интересующего участка при необходимости;
- фторирование зубов или покрытие специальным гель-лаком в детском возрасте;
- во взрослом возрасте при первых признаках воспалительных изменений в корнях зубов проведение их санации, возможна постановка коронок.

### Хирургическая помощь для коррекции деформаций нижних конечностей
Нарушение минерализации костей при Х-ГФР приводит к развитию прогрессирующих деформаций ног у ребёнка. Движения ребёнка становятся тяжелыми и ограниченными, происходит развитие артрозов крупных суставов и деформаций позвоночника. Кроме того, деформации ног ведут к выраженному косметическому дефекту, что может являться причиной для серьёзных переживаний ребёнка по поводу своей внешности.

#### Возможные типы деформаций ног при Х-ГФР
1. О-образная (варусная деформация);
2. Х-образная (вальгусная деформация);
3. Сочетание Х и О-образной (деформация по типу «дующего ветра»).

При выраженных деформациях нижних конечностей с разрушением структуры тазобедренных и коленных суставов, а также при значительном ограничении активных передвижений показано оперативное лечение. Для этого применяются различные хирургические методики.

#### Методы хирургического вмешательства
- Методика управляемого роста (временный гемиэпифизиодез) применяется в период активного роста ребёнка, представляет собой постановку 8-образных пластин на зоны роста бедренных и большеберцовых костей в месте максимальной деформации (эффективен только на фоне медикаментозного лечения);
- Методика корригирующих остеотомий проводится на закрытых зонах роста в возрасте старше 15-17 лет, так как в раннем возрасте с открытыми зонами роста данная методика приводит к развитию вторичных деформаций и многократным рецидивам деформаций.
- Во взрослом возрасте при сформировавшихся артрозах суставов возможно проведение пластики (замены) суставов.

## Прогноз
При ранней постановке точного диагноза и правильно подобранном лечении гипофосфатемического рахита прогноз довольно благоприятный.